# Adobe Photoshop Lightroom
Unter Adobe Photoshop Lightroom werden Programme und Dienste zur Bilderverwaltung und Bearbeitung von Digitalfotos des Herstellers Adobe Inc. zusammengefasst. Die Elemente des Lightroom-Systems unterstützen verschiedene Fotoformate, darunter Rohdaten, wie sie typischerweise von digitalen Spiegelreflex- (DSLR), aber auch spiegellosen Systemkameras (DSLM) sowie manchen Kompaktkameras (Bridgekameras) erzeugt werden. Seit Version 3 werden auch Videos unterstützt.

## Aufbau der Software
Die Apps der cloudbasierten Software Adobe Photoshop Lightroom zeigen eine Oberfläche für Import, Archivierung, Bearbeitung und Teilen, organisiert in Boxen, die für die verschiedenen Schritte aufgeklappt werden.
Die Oberfläche der desktopbasierten Software Adobe Photoshop Lightroom Classic ist in sieben Module gegliedert:
BibliothekEnthält eine Übersichtsanzeige der Bilder im Raster- oder Vollbild-Modus. Des Weiteren ist ein Import von der Kamera und anderen Datenträgern und Export möglich. Für die einfache Verwaltung bietet sie unter anderem verschiedene Funktionen zum Verschlagworten (IPTC), Bewerten, Markieren, Gruppieren, Filtern und der Organisation in Kollektionen an.
EntwickelnBietet eine weite Palette von grundlegenden Funktionen zur Beeinflussung von Farbtemperatur, Tonwertverteilung, Gradation, eine subtile selektive Farbkorrektur und Tönung von Lichtern und Tiefen. Außerdem gibt es Funktionen zum Beschneiden und Rotieren, Entrauschen und Schärfen von Bildern, um die wichtigsten zu nennen. Seit der Version 2 stehen darüber hinaus Möglichkeiten der selektiven Bildkorrektur, d. h. Anwendung von Korrekturen und Optimierungen auf Teilbereiche eines Bildes, zur Verfügung.
KarteEin Modul zur Georeferenzierung von Bildern. Den Fotos können per Drag&Drop Geoinformationen zugewiesen werden (nicht mehr unterstützt für Versionen bis incl. Lightroom CC 2015.x / Lightroom 6.x).
BuchEnthält Funktionen zum Erstellen von Fotobüchern, die dann bei einem Anbieter bestellt oder als JPEG- oder PDF-Dateien ausgegeben werden können.
DiashowErmöglicht das Erstellen einer Diashow zur Präsentation ausgewählter Bilder auf dem Monitor, Zweitbildschirm oder Beamer. Eine Präsentation kann auch als PDF-Datei ausgegeben werden.
DruckenBietet umfangreiche Möglichkeiten zur Anordnung von Bildern auf der Seite, auch in unterschiedlichen Größen. Erzeugung von Kontaktbögen, Bilderkollektionen und Ansteuerung von FineArt-Druckern. Statt direkter Drucker-Ansteuerung kann auch eine JPEG-Datei generiert werden. Eine direkte Generierung einer PDF-Datei ist ab Version 2.0 möglich, vorher kann dies über einen PDF-Druckertreiber erreicht werden.
WebErmöglicht das einfache Erstellen einer Webpräsentation der Bilder als HTML- oder Flash-Galerie nach vorgefertigten Vorlagen. Eigene Vorlagen können auf Basis der vorgefertigten Bilder direkt aus Lightroom per FTP auf einen (vorhandenen) Webspace hochgeladen werden. Seit Lightroom 3.0 ist auch die Veröffentlichung bei Facebook, Flickr und anderen sozialen Netzwerken möglich.
Beim Bildimport steht dem Fotografen zudem eine Vielfalt von Sortierungs- und Umbenennungssystematiken wie beispielsweise Festlegung von Schlagwörtern bzw. Metadaten zur Verfügung; das gilt insbesondere für die Nutzung der Suchfunktionen.

## Unterstützte Dateiformate
Man beachte die Einschränkungen hinsichtlich Softwareversionen oder Betriebssysteme!
Grafik/FotoLightroom unterstützt den Datenimport der Grafikformate JPG, PSD, TIFF sowie das von Adobe selbst entwickelte offene Rohdatenformat Digital Negative, kurz DNG. Darüber hinaus ermöglicht das interne Entwicklungsmodul den Import der nativen Rohdatenformate der verschiedenen Kamerahersteller wie bspw. Canon Raw (*.crw, *.cr2), Pentax Raw (*.pef) oder Nikon Raw (*.nef). High Efficiency Image File Formate werden mit Dateierweiterung .heic unterstützt am MAC ab macOS V.10.13 und unter MS Windows ab V. 10.
DokumenteLightroom Classic unterstützt ab Version 9.2 (Febr. 2020) das Dokumentformat PSB.
VideoVon Lightroom werden die Videodateiformate AVCHD, AVI, MOV und MP4 unterstützt, wobei diese alphabetische Reihenfolge keine Wertung darstellt. Diese Formate sind maßgeblich für diese Dateierweiterungen: 3GP, 3GPP, AVI (nur Windows), M2T, M4V, MOV, MP4, MPE, MPG und MPEG1 sowie MPEG4 (Kompressionsformate) mit Empfehlung für LR-Versionen ab 2018 in MP4 umzubenennen, MTS. Im Zusammenhang mit Video erfolgt native Audio-Unterstützung.
CodecsLightroom lässt teilweise die Nutzung weiterer Anwender-seitig bereit gestellter Codecs zu.

## Besonderheiten
Wie alle Raw-Konverter arbeitet das Programm nicht-destruktiv – das heißt, es wird nie die Originaldatei verändert (einzig die Aufnahmezeit kann optional direkt in der Originaldatei verändert werden), sondern alle Änderungen werden getrennt von der ursprünglichen Datei in einer Datenbank oder einer zusätzlichen Metadatei (sog. „Filialdatei“) im XMP-Format gespeichert. Wahlweise können die XMP-Daten auch in die Dateien hineingeschrieben werden. Erst bei der Konvertierung (Export) in JPEG oder TIFF werden die Änderungen wirksam.
Adobe Photoshop Lightroom verwendet Technologien des mittlerweile eingestellten Raw-Programms RawShooter des dänischen Unternehmens Pixmantec. Adobe Systems hatte das Softwarehaus im Jahr 2006 übernommen.
Adobe Photoshop Lightroom wird im Abonnement-Modell der Adobe Creative Cloud vertrieben. Die Version 7 der Desktop-Version heißt offiziell „Adobe Photoshop Lightroom Classic CC“ und wurde am 18. Oktober 2017 veröffentlicht.
Ebenfalls am 18. Oktober 2017 stellte Adobe seinen neuen cloudbasierten Fotoservice „Adobe Photoshop Lightroom CC“ vor, mit dem plattformübergreifend Fotos verwaltet, bearbeitet und geteilt werden können und als Gegenstück zu Apples Fotos angesehen werden kann. Lightroom CC ist mit der rein desktopbasierten Software Lightroom Classic CC insofern kompatibel, als mit Lightroom CC erstellte Alben in Lightroom Classic CC als veröffentlichte Sammlung angezeigt und bearbeitet werden können und andersherum. Für den kompletten Wechsel von der Desktopvariante Lightroom Classic CC zur Cloudvariante Lightroom CC bietet Adobe einen Migrationsassistenten an. Lightroom CC bietet gegenüber Lightroom Classic CC einen geringeren Funktionsumfang, u. a. hinsichtlich der Bearbeitungsmöglichkeiten und es fehlen Kartendarstellung und die Möglichkeit zum manuellen Geotagging bzw. mittels Log Matching.

## Zusatzmodule
Lightroom Classic ist durch Zusatzmodule (engl. „Plug-ins“) erweiterbar. Das Adobe Lightroom Software Development Kit (SDK) bietet Softwareentwicklern ein Toolset zur Verbesserung und Erweiterung der Lightroom-Funktionen. Zusatzmodule, die in Lua, der in Lightroom integrierten Skriptsprache, und dem Lightroom SDK erstellt werden, ermöglichen u. a. das Erstellen von Effekten, das Definieren von Bildverarbeitungsvorgaben und Pinseln, das Hinzufügen von Elementen zu Lightroom-Menüs und -Dialogen, das Bearbeiten von Metadaten und das Erstellen neuer Arten von Webgalerien für die Bilder.
Beispiele für Zusatzmodule sind:
- Neben dem von Adobe bereits integrierten Veröffentlichungsdienst, z. B. für Flickr, ermöglicht das Zusatzmodul „WP/LR Sync“[9] die Synchronisation der Foto-Verwaltung von Lightroom mit der Mediathek des Content-Management-Systems WordPress.[10]
- LrMediaWiki ist ein freies und quelloffenes Zusatzmodul, das den Export von Mediendateien nach MediaWiki-Instanzen wie z. B. Wikimedia Commons unterstützt.

Das SDK besteht im Wesentlichen aus dem „Adobe Photoshop Lightroom SDK 4 Programmers Guide“ (PDF, engl.), einer API-Referenz (HTML) und Beispiel-Zusatzmodulen.

## Versionen
Lightroom 1 (19. Februar 2007)
Lightroom 2 (29. Juli 2008)
Lightroom 3 (8. Juni 2010)
Lightroom 4 (5. März 2012)Neuerungen: u. a. Softproof-Funktion, Gestaltungsmöglichkeiten für Fotobücher, Geolokalisierung von Dateien und Bearbeitungsmöglichkeiten für Videos
Lightroom 5 (9. Juni 2013)Neuerungen: u. a. Smart-Previews (Bearbeitung von größenreduzierten Vorschaubildern im DNG-Format, spätere Anwendung der Änderungen auf Originaldateien), automatische Korrektur stürzender Linien, Bereichsreparatur mittels Pinselwerkzeug, radialer Verlaufsfilter, verbesserte Erstellung von Fotobüchern, Video-Galerien
Lightroom 6 und CC 2015 (21. April 2015)Neuerungen: nur noch als 64-Bit-Version erhältlich; u. a. Panorama, HDR und Gesichtserkennung. Letzte Version, die ohne Creative Cloud erhältlich ist, Aktualisierungen wie Kamera-Updates wurden 2017 eingestellt.
Lightroom Classic CC und Lightroom CC (18. Oktober 2017)Nur noch in Creative-Cloud-Abos verfügbar.
- Lightroom Classic CC / Lightroom 7.0 (vormals „Lightroom CC“): Klassische Desktop-Anwendung, Datenspeicher lokal
- Lightroom CC 1.0 (neu): Vereinfachte Anwendung mit Schwerpunkt auf Interoperabilität zwischen Desktop, Mobile App und Webanwendung; Datenspeicher in der Cloud; nur bedingt kompatibel mit Lightroom Classic CC.

Lightroom 3.0 und Lightroom Classic 9.0 (4. November 2019)
Lightroom 4.0 und Lightroom Classic 10.0 (19. Oktober 2020)
Lightroom 5.5 und Lightroom Classic 11.5 (17. August 2022)
Lightroom 6.0 und Lightroom Classic 12.0 (27. Oktober 2022)
Lightroom 7.0 und Lightroom Classic 13.0 (13. Oktober 2023)

## Unterschiede zwischen Lightroom und Lightroom Classic
Die wesentlichen Unterschiede zwischen Lightroom und Lightroom Classic sind:
|                                | Lightroom                                    | Lightroom Classic                          |
| ------------------------------ | -------------------------------------------- | ------------------------------------------ |
| Gerät bzw. Plattform           | Desktop, Web, Smartphone und Tablet          | Nur Desktop                                |
| Speicherort der Dateien        | Cloud, lokaler Speicher                      | Lokaler Speicher                           |
| Datensicherung                 | Automatisch                                  | Nicht verfügbar                            |
| Organisation und Suche         | Automatisches Tagging und intelligente Suche | Manuelle Stichwortvergabe                  |
| Erweiterbar durch Zusatzmodule | nein                                         | ja                                         |
| Benutzerfreundlichkeit         | Kaum Vorkenntnisse erforderlich              | Vorkenntnisse in Bildbearbeitung empfohlen |

Adobe illustriert die Unterschiede anhand eines „Lightroom Beginner Tutorials“.